# Aqueduto romano

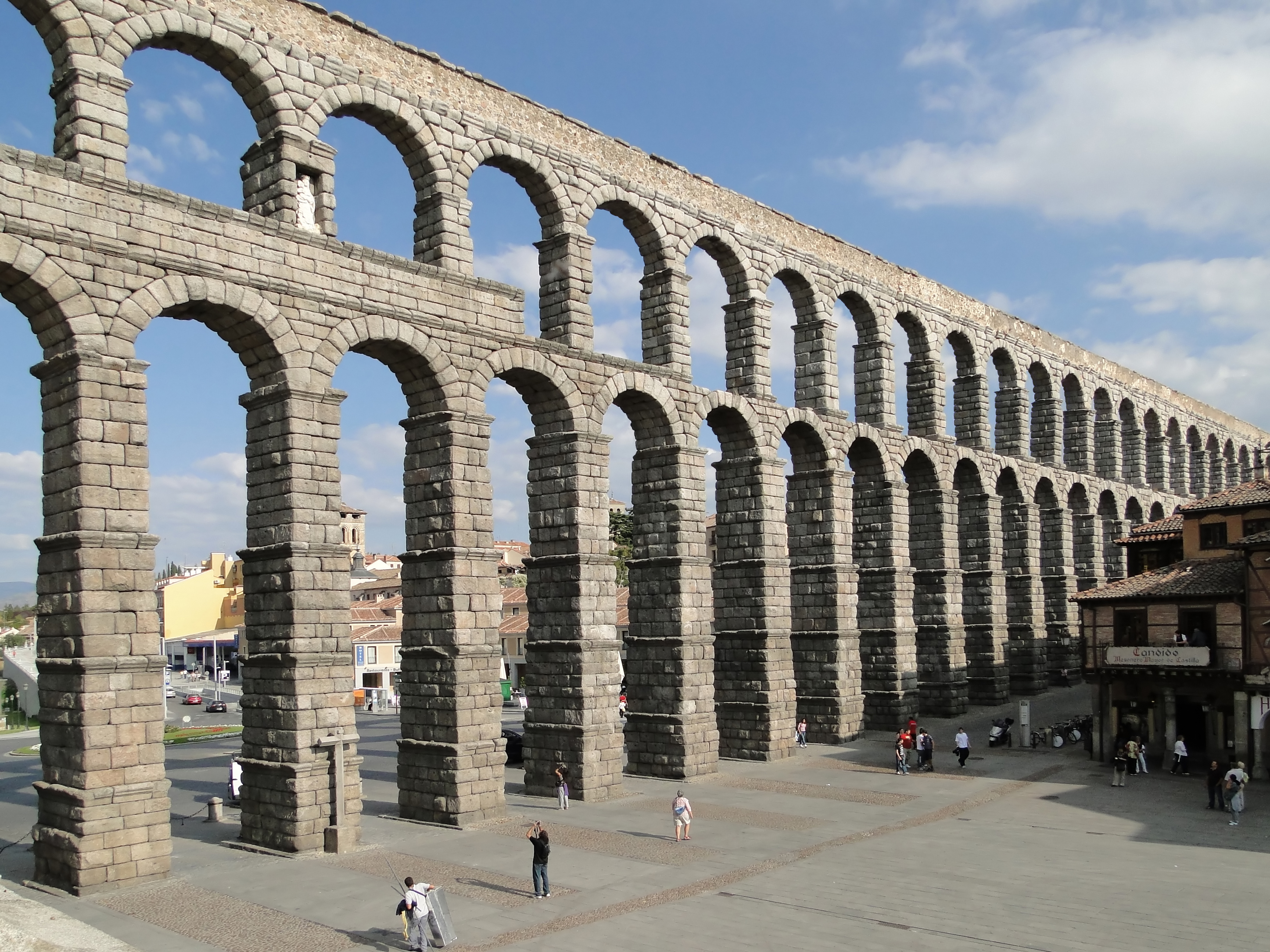
Arcos de uma secção elevada do Aqueduto provincial Romano de Segòvia, na Hispânia

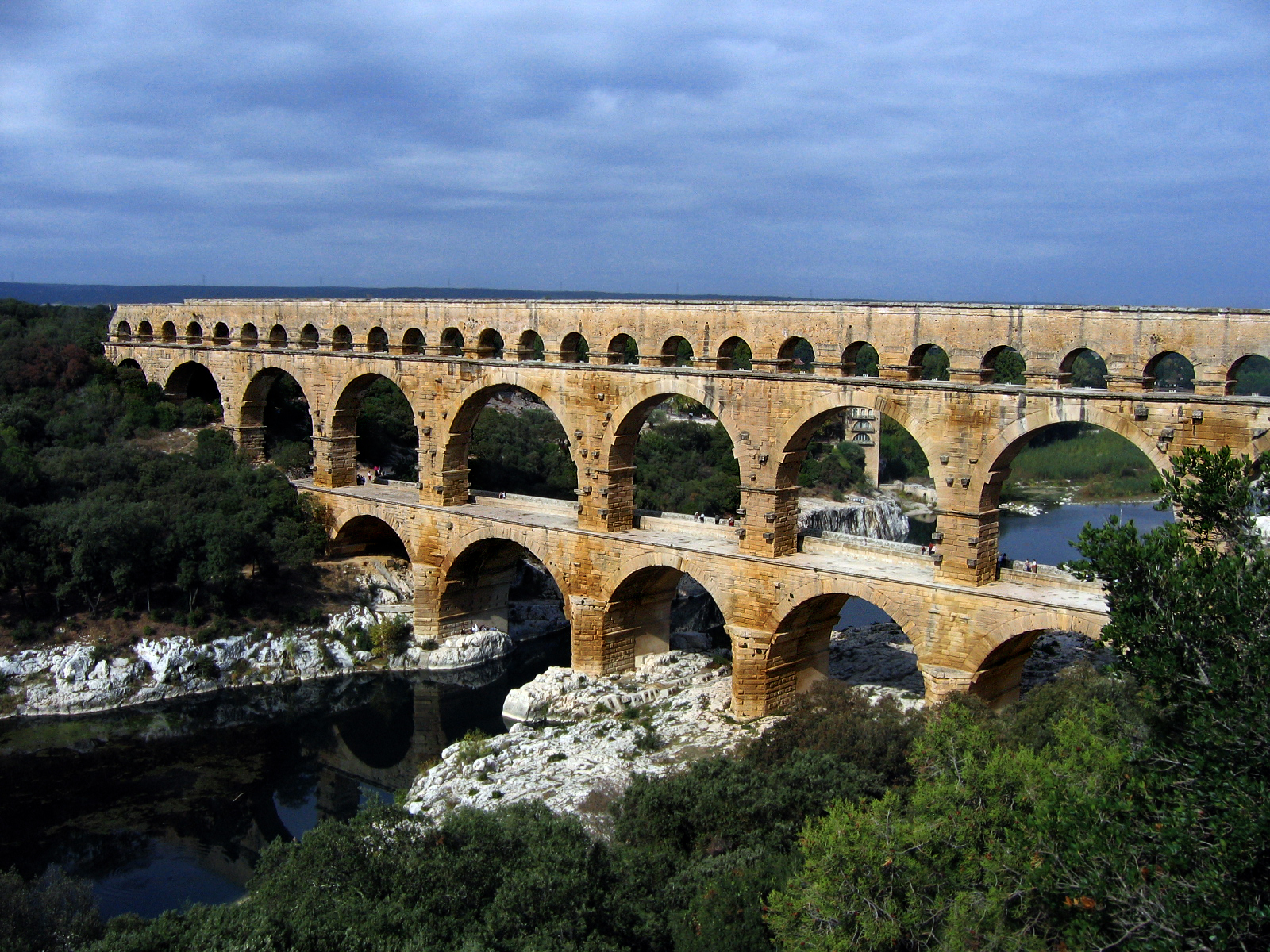
Os múltiplos arcos da ponte do Gard na Gália romana (atual sul de França). O nível superior inclui um aqueduto que trazia água em época romana; o seu nível inferior expandiu-se na década de 1740 para suportar uma ampla estrada ao longo do rio.

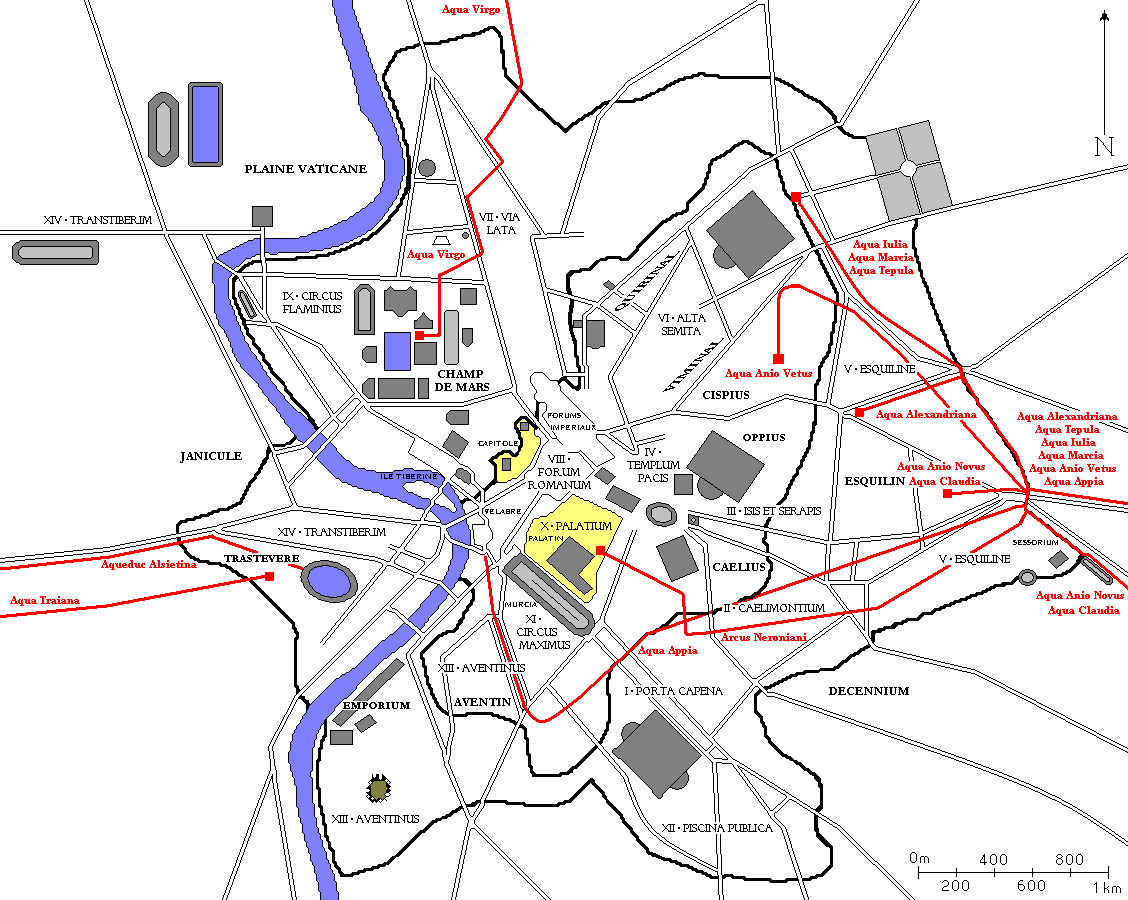
Mapa dos aquedutos de Roma

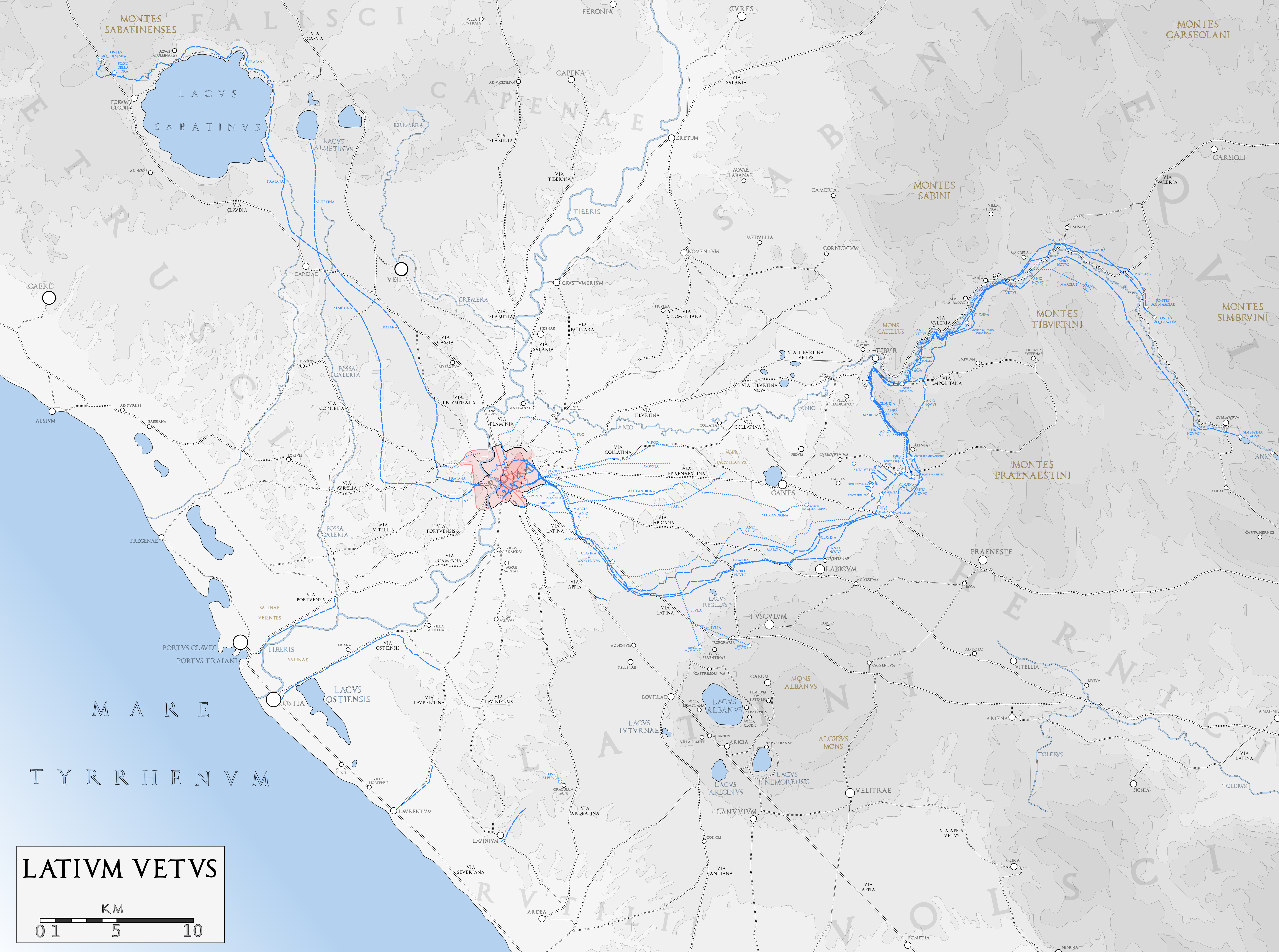
Mapa a escala grande que mostra as nascentes de água

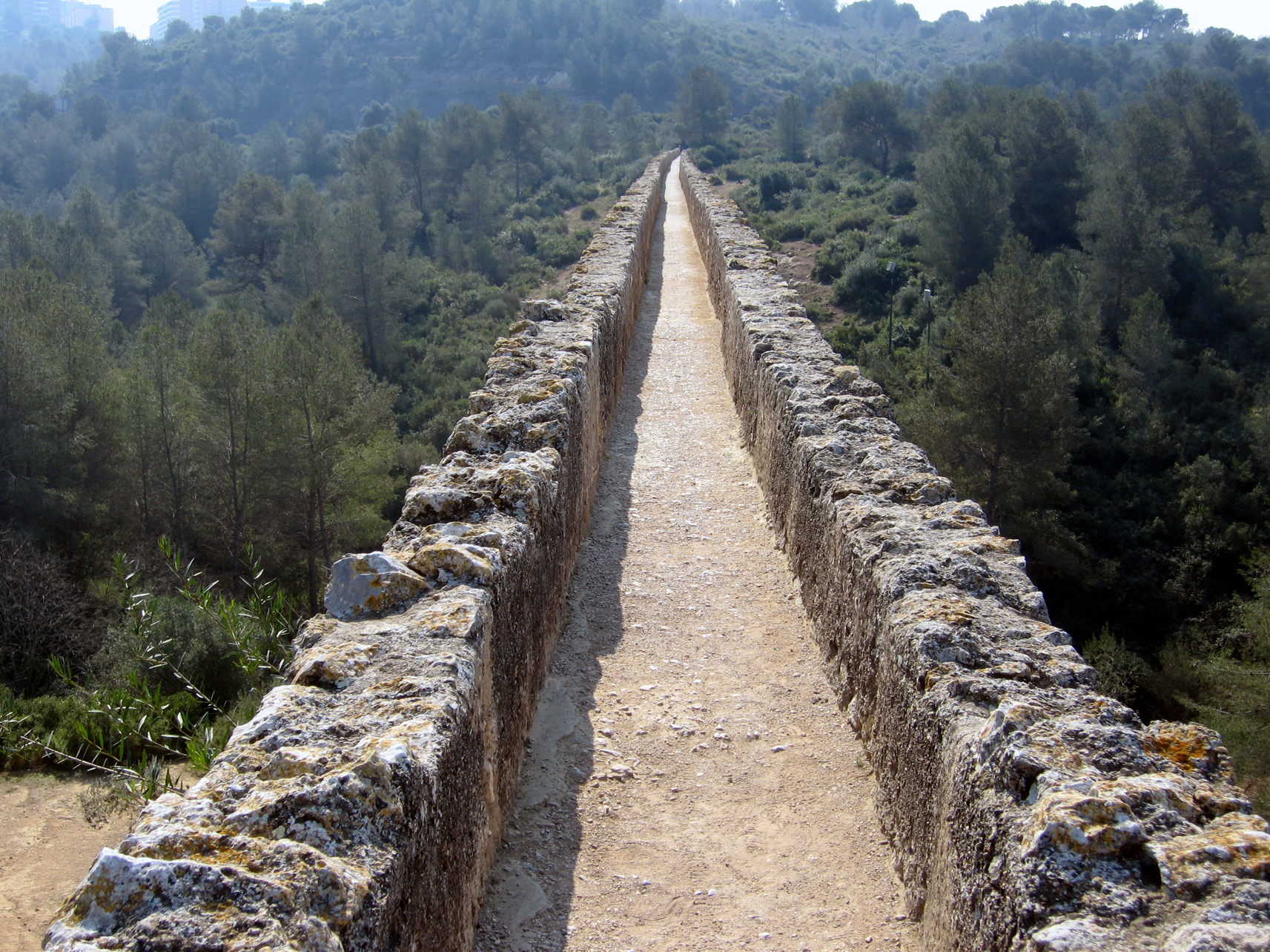
Conduto do Aqueduto de Tarragona

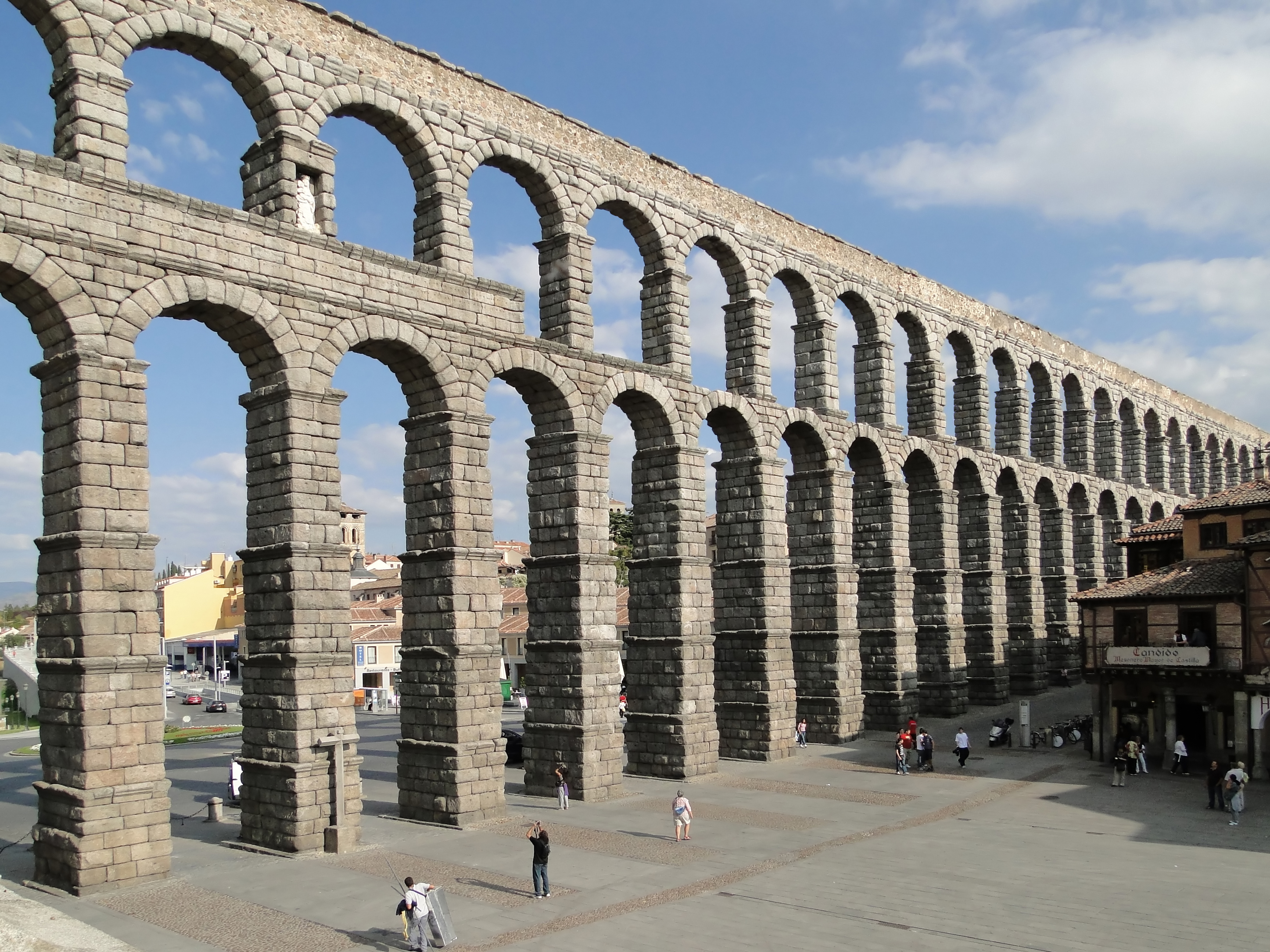
Arcos de uma secção elevada do Aqueduto provincial Romano de Segòvia, na Hispânia

Os engenheiros romanos construíram aquedutos, com características próprias, ao longo de todo o Império. Servia para trazer água a partir de nascentes externas até as cidades e aldeias. A água dos aquedutos fornecia diferentes locais desde banhos públicos, latrinas, fontes, e lares privados. Os aquedutos eram também utilizados no apoio a operações mineiras, moinhos de água, granjas e jardins. Uma infraestrutura, cuja implantação deve ser utilizada como instrumento de articulação urbana, cujas linhas de água latentes ao território, fundamentais à expansão urbana e rural, nomeadamente, na construção de habitações e desenvolvimento de atividades agrícolas.
Nos aquedutos a água corre por ação da gravidade, ao longo de um ligeiro gradiente de descida global em condutas de pedra, tijolo ou betão; Quanto mais pronunciado era o gradiente, mais rápido era o fluxo. A maioria dos condutos eram enterrados sob terra e percorriam o contorno do terreno; desviando-se dos obstáculos ou, doutro modo, atravessando um túnel. Quando se chegava aos vales ou as terras baixas o conduto ficava sobre pontes ou as suas conduções se conectavam a canalizações de chumbo, de cerâmica ou de pedra de alta pressão. Conheciam bem o princípio dos vasos comunicantes e o golpe de ariet - os aquedutos da cidade enquadravam-se nos chamados aquedutos de "sifão invertido", que se baseava no princípio de vasos comunicantes com canalizações de baixa pressão. Este sistema, incorretamente designado por sifão, consiste em fazer baixar a água até ao fundo de um vale, atravessando-o, para, depois recobrar a sua força inicial. Para proporcionar um escoamento de água adequado teriam sido instalados depósitos ou cisternas: o primeiro situado no local de abastecimento, com cota elevada, e o outro depósito ou cisterna de saída, situado a cota elevada mas a menor altitude do que o primeiro. Entre estes depósitos, a água corria por canalizações de chumbo dispostas em ambas as pendentes. No exemplo do aqueduto de Bracara Augusta, no sentido de assegurar uma pendente regular é possível que este aqueduto seguisse aproximadamente a forma das curvas de nível de modo a evitar o recurso a grandes obras de engenharia e recorresse à solução de "sifão" para superar a depressão do seu traçado final à entrada na cidade. A maioria dos sistemas de aquedutos incluíam depósitos de sedimentação, que ajudavam a reduzir os resíduos transportados dentro da água, umas comportas e castella aquae (depósitos de distribuição) regulavam a oferta de água aos destinos individuais. Nas cidades e aldeias, os vertedouros dos aquedutos iam até às galerias pluviais e aos bueiros.
O termo aqueduto vem do latim aquae ductus ou ductus aquae que quer dizer condução de água. No latim clássico esta palavra não se apresenta como palavra composta, mas sim como palavra de junção léxica. Os aquedutos como obras de enorme envergadura requeriam um financiamento significativo garantido através do aerarium público e, menos usualmente, através da summa honoraria, que consistia em dinheiro que alguns homens ricos ou mecenas davam para financiar certos tipos de obras, mostrando desta forma o seu prestígio na cidade.
O primeiro aqueduto de Roma fornecia uma fonte de água situada no mercado de gado da cidade. No século III d.C., a cidade tinha onze aquedutos, sustentando uma população de mais de um milhão de pessoas em uma economia de uso extravagante de água; a maior parte do recurso hídrico abastecia os vários banhos públicos da cidade. As cidades e vilas de todo o Império Romano emularam este modelo e os aquedutos eram financiados como objetos de interesse público e orgulho cívico, "um luxo caro mas necessário para a qual todos queriam, e  podiam, aspirar". A maioria dos aquedutos romanos provou-se confiável e durável; alguns foram mantidos até o início da era moderna e alguns ainda estão parcialmente em uso. Métodos de construção estão registrados por Vitrúvio em sua obra De Architectura (século I a.C.). O general Sexto Júlio Frontino dá mais detalhes em seu relatório oficial sobre os problemas, os usos e os abusos do abastecimento público de água da Roma Imperial. Entre os exemplos mais notáveis da arquitetura de aquedutos estão os pilares de sustentação do Aqueduto de Segóvia e as cisternas alimentadas por aqueduto em Constantinopla.
Os aquedutos romanos evidenciam uma clara demonstração do alto nível dos peritos hidráulicos na engenharia romana. Um dos aquedutos mais brilhantes pela sua dimensão é o que abastecia a cidade de Cartago, na atual Tunísia, que tem cerca de 132 km de extensão, permanecendo, alguns dos seus troços, ainda em funcionamento nos dias de hoje. Na Hispânia o aqueduto com um maior percurso era o de Gades (Cádiz), com cerca de 75 Km de comprimento, sendo a maior parte em sifão sendo a maior parte em sifão. No entanto, os comprimentos dos aquedutos variavam muito, dependendo do local onde as águas potáveis eram abundantes, tendo alguns poucos quilómetros e outros centenas, como já vimos anteriormente. Ao que tudo indica Bracara Augusta deveria possuir um ou mais aquedutos. Examinando as fontes de documentação medieval e a atual topografia do terreno é possível admitir que a zona conhecida como Sete Fontes poderá ser o principal local de captação do manancial de água limpa que abastecia a cidade, a qual, para além de ser necessária ao consumo, tinha que abastecer as termas públicas dispersas pela cidade, bem como outros edifícios públicos. Na zona mais alta da Bracara Augusta encontram-se as termas do Alto da Cividade, cuja construção exigiu um abastecimento especial de água, garantido pela construção de uma derivação a um aqueduto principal (Ficha 68) que foi identificado na parte norte do tabuleiro superior da colina. Também as termas identificadas na rua D. Afonso Henriques, muito maiores que as do Alto da Cividade, exigiriam um significativo abastecimento de água limpa, o que sugere que deveria existir um aqueduto que cruzaria a cidade no sentido E/O, com eventuais derivações para servir os dois complexos termais referidos. Um outro balneário público construído no quarteirão das Carvalheiras foi abastecido de água a partir de tubagens de chumbo (fistulae), com provável origem no cardo situado a nascente do quarteirão.
Utilizaram preferencialmente nascentes, pois ofereciam a água mais pura para consumo humano. Não obstante, nem sempre conhecemos o ponto específico de captação ou caput aquae. Um exemplo paradigmático e em excelente estado de conservação é o chamado castellum de Alcabideque, em Condeixa-a-Nova. Neste local existe, ainda hoje activa, uma nascente que oferece um considerável caudal que foi aproveitado para abastecer a cidade romana de Conimbriga. De modo a isolar e proteger a nascente, esta foi envolvida por uma construção de planta semicircular, edificada em opus caementicium que canalizava a água para uma das laterais de uma torre ou castellum. No interior desta estrutura existia um tanque de decantação que permitia limpar a água de eventuais impurezas, antes desta ser transferida para o aqueduto que a direccionava até à cidade. Outra fonte de abastecimento eram os rios. Nestes casos a captação de água era feita na cabeceira, o mais perto possível da nascente, local onde a contaminação era pouco provável. Este procedimento tanto podia ser realizado de forma directa através da abertura, numa das margens do rio, de um canal que constituía o início do aqueduto, quer por derivação, construindo-se um açude, isto é, um pequeno dique ou represa oblíqua à corrente que elevava o nível das águas para desviar uma parte do caudal até o aqueduto. Infelizmente, conservam-se poucas evidências arqueológicas de ambos os tipos de captação. Uma terceira técnica de captação em rio era feita através de barragens de grandes dimensões, utilizadas para reter uma apreciável quantidade de água em regiões de escassa pluviosidade, pelo que são particularmente numerosas na Península Ibérica. Contudo, hoje em dia, a origem de muitas destas estruturas consideradas de cronologia romana tem suscitado debate entre investigadores. Sem certeza da cronologia romana, é a barragem de Belas, localizada na ribeira de Carenque, considerada como o ponto provável de captação do aqueduto destinado ao abastecimento de Olisipo. Trata-se de um dique de dimensões consideráveis, com uma espessura máxima de 7 metros, uma altura que ultrapassaria os 8 metros e uma extensão da qual ainda se reconhecem cerca de 16 metros, ao longo dos quais foram dispostos três contrafortes destinados a suportar a pressão da água armazenada.
Outra forma de aprovisionamento recorria à recolha de água subterrânea através de galerias filtrantes ou de captação, as quais eram desenhadas para drenar a água dos aquíferos. Algumas destas estruturas atuavam simultaneamente como sistema de captação e de condução. Augusta Emerita, capital da província da Lusitânia, conserva bons exemplos de estruturas deste género nas galerias subterrâneas que convergem para o aqueduto de San Lázaro, ou no ramal de Bobollón, que alimenta ao aqueduto de Cornalvo. Todas elas são construções de alvenaria abobadadas, edificadas com aparelhos que permitem filtrar a água sob álveo dos terrenos aluviais que percorrem e, conjuntamente, canalizam a água para a cidade. Em Portugal conhecem-se aquedutos em Bracara Augusta, Conimbriga, Ebora e Olisipo, bem como indícios que parecem indicar a sua presença em Aquae Flaviae, Ammaia, Civitas Igaeditanorum e Salacia, ainda que nestas últimas os restos actualmente visíveis sejam escassos ou praticamente inexistentes.

## Aquedutos da época romana

### Água Ápia
Aqueduto construído pelos censores Ápio Cláudio Cego e Caio Pláucio Venox no ano 312 a.C., captava água das nascentes ao longo da via Prenestina. Praticamente subterrâneo na totalidade, com entrada em Roma perto da Porta Maior (Porta Maggiore) (na localidade designada como ad spem veterem) dirigia-se ao Célio e Aventino e terminava perto da Porta Trigêmina, no Fórum Boário. Foi restaurado em paralelo com a construção de outros aquedutos em 144, 33 e entre 11 e 4 a.C..

### Ânio Velho
Aqueduto construído  entre 272−270 a.C. pelo censor Mânio Cúrio Dentato e Marco Fúlvio Flaco, com o botim da vitória contra Pirro. Recolhia as águas do Aniene sobre o Tívoli. O encanamento era em sua maior parte subterrâneo, exceto em alguns pontos, termina perto da porta Esquilina.

### Água Alexandrina

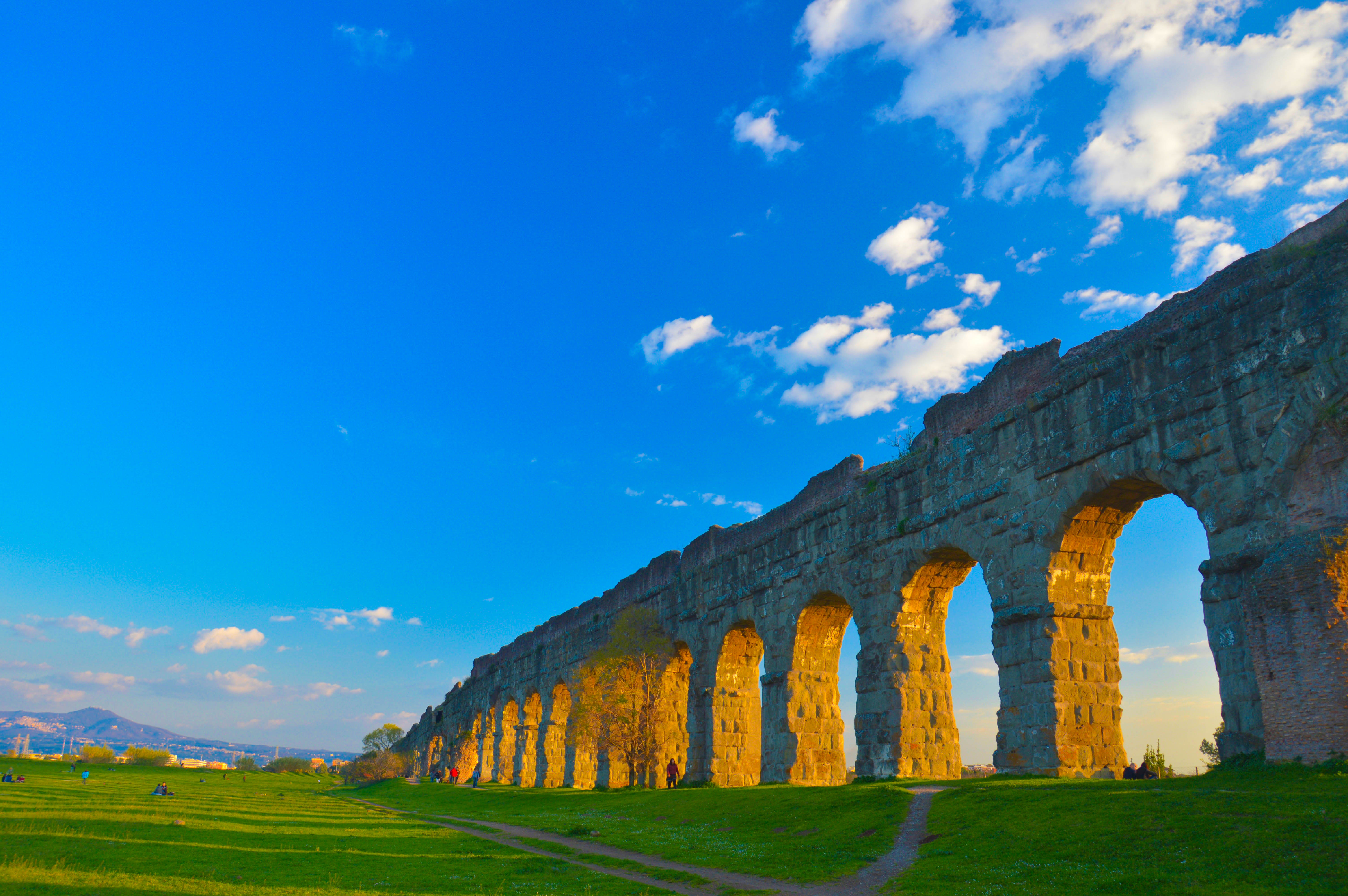
Água Alexandrina

Aqueduto construído sob o reinado de Alexandre Severo, no século III, recolhia água do Pântano Borghese na via Prenestina e com um percurso quase na totalidade subterrâneo, com viadutos para atravessar vales, entrava na cidade pela Por Maior dirigindo-se ao Campo de Marte, onde estavam as "Termas de Nero", restauradas por Alexandre Severo em 226 d.C. e rebatizadas como Termas Alexandrinas.

### Água Márcia

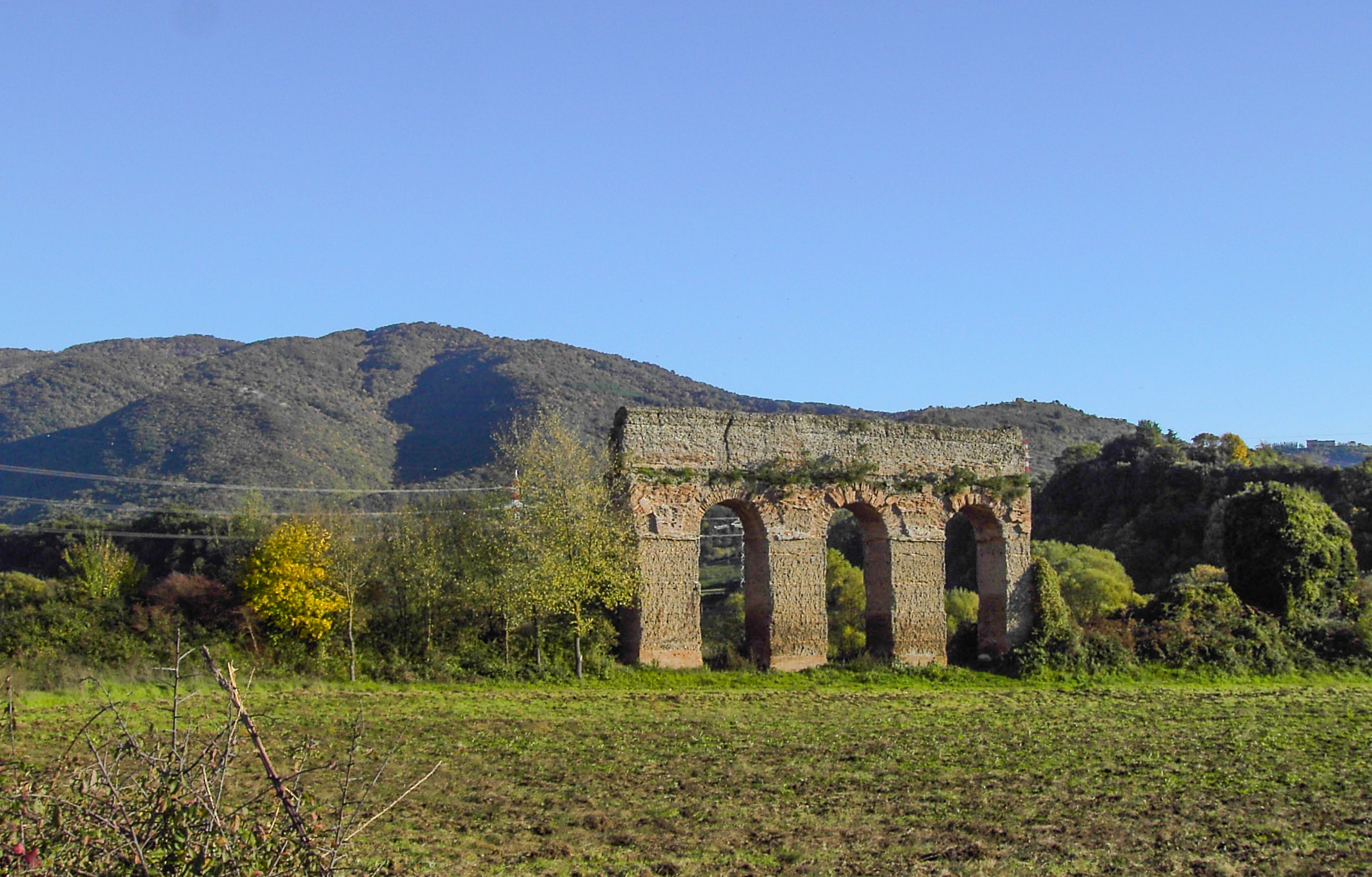
Ruínas da Água Márcia, em Tívoli.

Este aqueduto foi construído em 144 a.C. pelo pretor Quinto Marcio Re. Recolhia as águas do alto da bacia do rio Aniene. Além de numerosos restauros menores, foi em grande parte reconstruído na sequência de um incremento da portada entre 11 e 4 a.C., sob o reinado de Augusto. O percurso era ora subterrâneo ora sobre arcadas (um troço de cerca de 9 km flanqueava a via Latina). Chegava a Roma na localidade ad spem veterem, como os aquedutos precedentes, e cruzava a via Tiburtina sobre um arco que mais tarde transformado na Porta Tiburtina da Muralha Aureliana, terminando próximo da Porta Viminal. A distribuição atingia o Capitólio, enquanto um ramo secundário (rivus Herculaneus) se dirigia para os montes Célio e Aventino. Sob o reinado de Caracala (213) foi construída uma ramificação chamada Água Antoniniana para levar água par as novas Termas, que atravessava a Via Ápia sobre um arco (Arco de Druso). Um outro ramo secundário foi utilizado para alimentar as Termas de Diocleciano.

### Água Tépula
Aqueduto construído pelos cônsules Caio Servílio Cepião e Lúcio Cássio Longino em 125 a.C.. Recolhia água das nascentes na décima milha da via Latina. Em 33 a.C., foi transformada para confluir no novo canal de Água Júlia, da qual se separava novamente próximo da cidade. Corria, portanto, num canal distinto sobre os arcos de Água Márcia, juntamente com Água Júlia. Entrava na cidade ad spem veterem, seguindo mais adiante o mesmo percurso de Água Márcia em direcção à Porta Viminal.

### Água Júlia
Aqueduto construído por Agripa em 33 a.C., unindo-se num único canal com Água Tépula; foi restaurado por Augusto entre 11 e 4 a.C.. Recolhia água das nascentes na décima segunda milha da Via Latina, perto de Grottaferrata. Chegava a Roma como os aquedutos precedentes na localidade ad spem veterem, perto da Porta Maior, prosseguindo pelo mesmo percurso da Água Márcia em direcção à Porta Viminal.

### Água Virgem

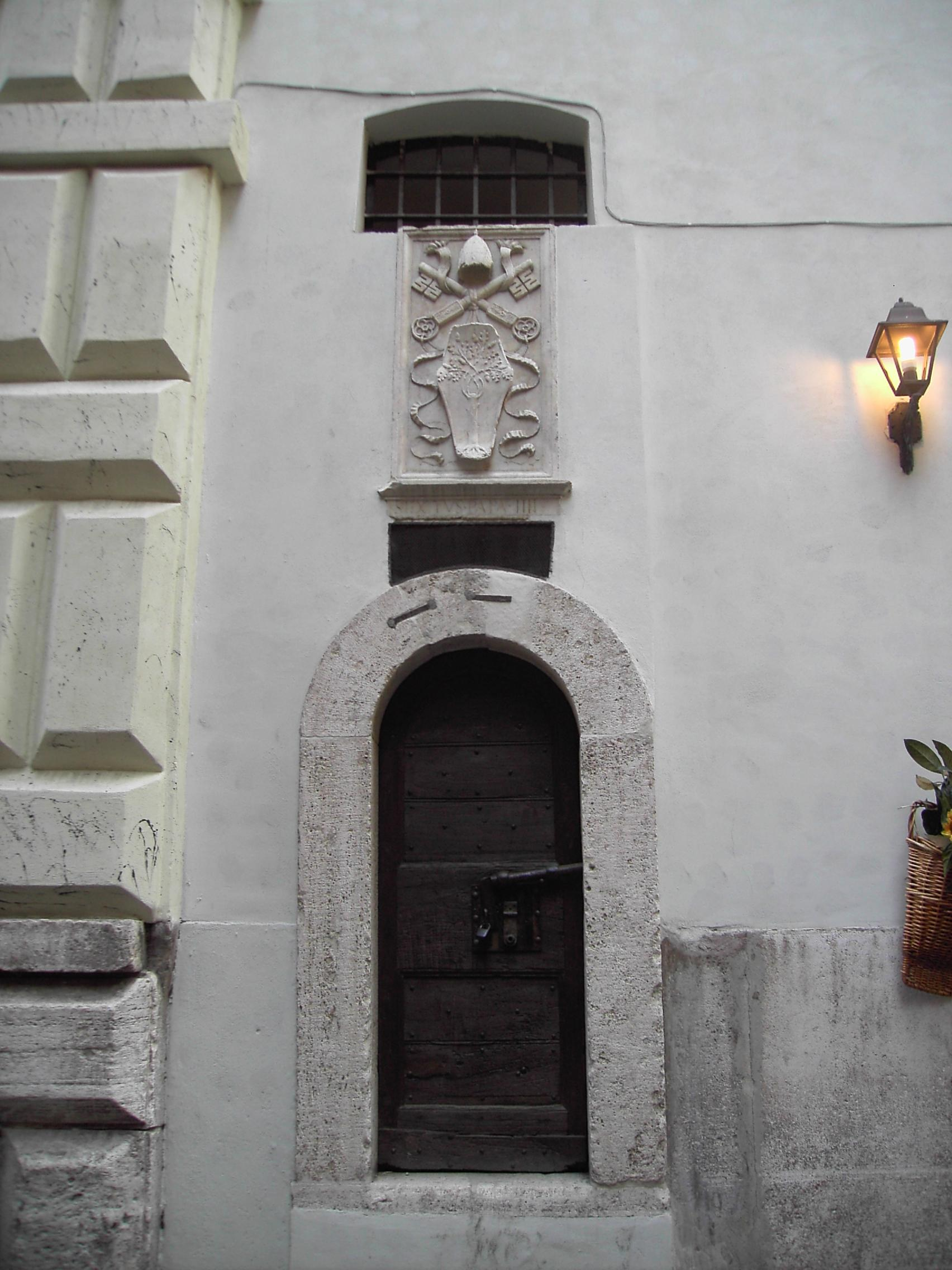
Entrada do canal de inspecção ao aqueduto Água Virgem (Acqua Vergine) na Via do Nazareno (via del Nazzareno).

Aqueduto construído por Agripa e inaugurado a 19 a.C., para servir as instalações termais do Campo de Marte. As nascentes situavam-se no oitavo miliário da via Colatina. O nome ("Acqua Vergine") deriva, segundo uma lenda, de uma moça que haveria indicado aos soldados o local da nascente (embora provavelmente se referisse à pureza da água). O percurso prosseguia pela via Colatina, em parte sobre arcadas e culminava nas habitações do Pincio. A partir daí, as arcadas da época Claudiana (parcialmente conservadas na Via do Nazareno atravessava o Campo de Marte, cruzando a actual via del Corso (via Lata) pelo Arco de Cláudio, uma arcada do aqueduto monumentalizada para celebrar a Conquista romana da Britânia. O aqueduto foi constantemente restaurado e ainda alimenta a Fontana di Trevi, a Fontana della Barcaccia, na Praça de Espanha (dando o nome à Via dei Condotti) e a Fontana dei Quattro Fiumi, na Piazza Navona.

### Água Alsietina
Sucessor da fracassada Água Augusta, foi um aqueduto construído sob o reinado de Augusto em 2 a.C., para servir os quarteirões além do rio Tibre (Trastevere e do local para os espectáculos de combates navais). Um novo canal seria realizado por Trajano em 109 d.C.. Recolhia água do lago de Martignano.

### Ânio Novo e Água Cláudia
Aqueduto iniciado por Calígula em 38 d.C. e terminado por Cláudio em 52. O primeiro recolhia as águas do Aniene perto dos montes Simbruínos, enquanto o segundo captava  do cimo do vale do Aniene. Terminavam ad spem veterem, perto da Por Maior: esta última era a monumentalização dos arcos das ruas Prenestina e Labicana, mais tarde inseridas na Muralha Aureliana. Na sétima milha da via Latina a água era transportada por arcadas, algumas das quais subsistiram ao tempo no "Parque dos Aquedutos". Na localidade de Tor Fiscale interceptava duas vezes o Água Márcia, formando um recinto trapezoidal (Campo Barbarico) que seria utilizado como fortificação pelos godos de Vitige em luta contra Belisário durante o Cerco de Roma entre 537 e 539.
Um ramo secundário, construído pela obra de Nero, (Arcus Neroniani) destacava-se por dirigir-se para o Célio, na parte ocupada pela Casa Dourada; este ramo foi sucessivamente prolongado por Domiciano a serviço dos palácios imperiais no Palatino, cruzando os vales entre este e o Célio por altíssimas arcadas.
Provavelmente uma ramificação deste aqueduto, do qual são ainda visíveis algumas arcadas, alimentava a fonte monumental da piazza Vittorio Emanuele II, construída por Alexandre Severo, conhecida hoje como Ninfeu de Alexandre (em latim: Nymphaeum Alexandri) ou "Troféu de Mário".

### Água Trajana
Aqueduto construído sob o reinado de Trajano em 109 d.C., recolhia águas das nascentes nos montes Sabatinos, perto do lago Bracciano. Chegava a Roma pela colina Janículo, ao longo da margem esquerda do rio Tibre. Destruído durante o assédio de Roma pelos Ostrogodos de Vitige em 537 d.C., foi restaurado por Belisário e teve intervenções durante o papado de Honório I durante o século VII. Pelos danos sofridos pelos Lombardos e pelos Sarracenos, sofreu novos restauros entre os séculos VIII e IX e foi finalmente reconstruído como Água Paula no século XVII. Chegava à cidade por um percurso quase totalmente subterrâneo ao longo da Via Clódia e da Via Triunfal e, mais adiante, por arcadas ao longo da via Aurélia.

## Aquedutos da Roma papal e moderna

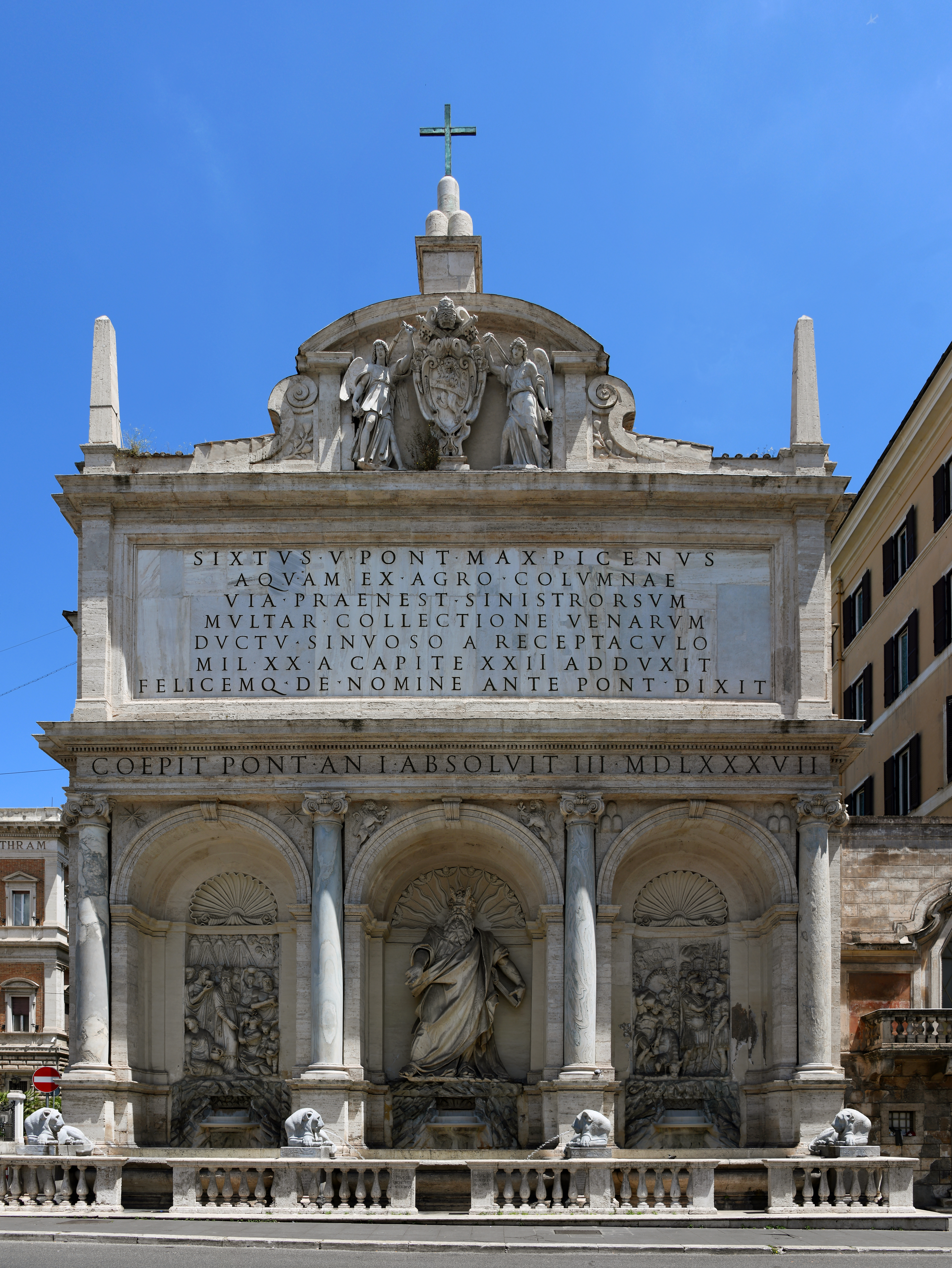
Fonte da Água Feliz na Praça de São Bernardo.

- Sob o papado de Nicolau V, em 1453, Leon Battista Alberti foi encarregado de restaurar o aqueduto Água Virgem, altura em que é incrementada a portada com nove nascentes. Terminava na Fontana di Trevi. Uma ampliação que teve lugar em 1840 e, em 1936, criou num novo aqueduto, cuja mostra se materializou na Fontana del Nicchione, no Píncio.
- Água Feliz: um novo aqueduto seria construído pelo papa Sisto V a 1586 por Domenico Fontana, reutilizando as nascentes da Água Alexandrina. Chegava a Roma pela Porta Tiburtina (actual "porta San Lorenzo") e terminava com a Fonte de Moisés, hoje visível na Praça de São Bernardo.
- Água Paula: reconstrução da Água Trajana, em 1605, por ordem do papa Paulo V e obra de Giovanni Fontana e Carlo Maderno; termina com a Fonte da Água Feliz no Janículo (1611). Foi alimentada por este aqueduto também a Fontanone di Ponte Sisto, também referida como Fontanone dei centro preti.
- Aqueduto Pio: corresponde ao restauro da antiga Água Márcia, cuja reconstrução foi encomendada pelo papa Pio IX a Luigi Canina. A mostra terminal apresenta-se na Fontana delle Naiadi, na Piazza Esedra.
- Aqueduto de Peschiera: iniciado em 1937 e completado apenas em 1949, recolhe água das nascentes de Cittaducale (Província de Rieti). A sua mostral terminal apresenta-se na fonte da Praceta dos Heróis (Piazzale degli Eroi).
- Aqueduto Ápio-Alexandrino: potenciamento do Aqueduto Feliz, realizado entre 1963 e 1968, capta água de outras antigas captações, propositadamente ampliadas, como Água Ápia e Água Alexandrina e novas reservas, perto da Borgata Finocchio e de Torre Angela. Assegura também o fornecimento hídrico dos quarteirões a sudeste de Roma (Borghesiana, Torre Gaia, Tuscolano, Prenestino, E.U.R-Laurentino, Acilia e Ostia Lido).